# Luis Blasco (músico)
Luis Blasco (Zaragoza, 1752 - Málaga, 20 de diciembre de 1829) fue un  compositor y maestro de capilla español.

## Vida
Luis Blasco llegó en 1782 a Oviedo gracias a su maestro, y en ese momento maestro de capilla de la Catedral, Joaquín Lázaro (1746-1786). Lázaro se había formado en El Pilar de Zaragoza, por lo que es de suponer que Blasco también se formó en Zaragoza, en El Pilar o en La Seo.

[El maestro Lázaro] pide se admita a cantar en el coro a Luis Blasco, su discípulo, en atención a que puede ser útil a la iglesia y en su vista se acordó que se le admita y permita cantar en el coro y órgano cuando se ofrezca.
Actas capitulares de la Catedral de Oviedo, 15 de marzo de 1781

En Oviedo, Blasco hizo las funciones de copista y salmista, además de cantar como contralto, lo que debía disgustar al cabildo, que reconvino al maestro para «que emplee a Saliella y más contraltos en las funciones de capilla y use menos de la voz de su copiante, por ser poco del gusto de los asistentes». En 1783 se presentó a la plaza de contralto en la Catedral de Burgos, sin éxito. De hecho, no consiguió más que un voto. Ese mismo año compuso parte del oratorio Oviedo festivo, y su Real Sociedad Económica regocijada … con ocasión de las celebraciones del nacimiento de infantes gemelos en la Casa Real. La obra se interpretó bajo su dirección el 24 de agosto de 1784. Blasco formó parte de la Sociedad Económica de Oviedo.
En enero de 1785 pasó a la Catedral de Mondoñedo, donde Lázaro también había sido maestro de capilla, pero en julio del mismo año regresó a Oviedo con su cargo anterior. Ese mismo año solicitó licencia para presentarse al magisterio de la Catedral de Santander. El 7 de septiembre de 1786 falleció en Mondoñedo Joaquín Lázaro, a donde se había desplazado para recuperarse y descansar debido a problemas de salud. Blasco fue nombrado maestro de capilla interino, ocupándose de componer las obras necesarias y de la educación de los infantes del coro.
En 1788 falleció el maestro Manuel Mancebo, por lo que quedó vacante el magisterio de la Catedral de Zamora. El 30 de marzo de 1789 el cabildo ovetense da permiso a Blasco para presentarse a las oposiciones al magisterio de Zamora, «para que vaya, sin perder, a la oposición del magisterio de capilla, vacante en la catedral de Zamora y que se le dé testimonio que pide de los méritos contraídos en esta catedral». En competencia con Bernardo Pérez, Juan Ezequiel Fernández y Manuel Doyagüe, consiguió la plaza y partió de Oviedo en 1790. En Oviedo todavía pudo estrenar unas obras en honor del Conde de Campomanes, que ascendía a la presidencia del Consejo de Castilla.
En 1807, tras la muerte de Jaime Torrens en 1803, estaba vacante el magisterio de la Catedral de Málaga y se decidió realizar unas oposiciones para ocupar el cargo. Ganó las oposiciones Juan Bros, pero el maestro dejó el cargo en 1809, tras casarse y el cabildo no acceder a secularizar la ración del maestro de capilla. Le sucedió Luis Blasco en el magisterio. Para ello no fue necesario realizar oposiciones, puesto que las realizadas en 1807 todavía estaban presentes. Tomó posesión del cargo el 12 de marzo de 1809.
Durante el Trienio liberal, en 1822, fue deportado a Ávila, junto con ocho prebendados de Málaga. En general, su magisterio en Málaga estuvo marcado por la falta de presupuesto y las dos veces que se le solicitó mejorar la situación de la capilla de música acabó promocionando a los seises como músicos.
Falleció en Málaga, en su cargo, el 20 de diciembre de 1829. El cargo fue ocupado de forma interina por Antonio Godoy, el cantor más antiguo de la capilla.

## Obra
No se conservan las obras que Blasco dejó a la Catedral de Oviedo. En cambio, se conservan composiciones suyas en las catedrales de Astorga, León, Málaga, Mondoñedo, Salamanca, Valladolid, Zamora y Zaragoza.
Varios de sus villancicos se publicaron en Zamora entre 1801 y 1807 en la imprenta de Juan Vallecillo.